# Justo José de Urquiza
Justo José de Urquiza y García, né le 18 octobre 1801 à Talar de Arroyo Largo, aujourd'hui Arroyo Urquiza, dans la province d'Entre Ríos et mort assassiné le 11 avril 1870 à Concepción del Uruguay, est un militaire et homme politique argentin, chef du Parti fédéraliste et premier président de la Confédération argentine.
Depuis 1835, la tutelle réelle sur le pays se trouvait aux mains du gouvernement de la province de Buenos Aires, dirigé par le général Juan Manuel de Rosas, doté en outre du « pouvoir suprême » (suma del poder público), face auquel l’assemblée législative de Buenos Aires ne jouait tout au plus qu’un rôle modérateur, fort peu visible.
Il se forma dès lors un clan anti-rosiste qui donna lieu à la création de la Grande Armée, commandé par Urquiza, qui battit Rosas à la bataille de Caseros (le 3 février 1852). Le gouvernement rosiste fut renversé, et l'unité argentine fut atteinte, du moins théoriquement.
Après la chute de Rosas, Urquiza prit la tête de la Confédération. Il organisa le Congrès constituant de Santa Fe (1853), qui approuva une Constitution de caractère républicain, représentatif et fédéral atténué, élaboré selon le texte “Bases y puntos de partida para la organización política de la República Argentina” de Juan Bautista Alberdi. Urquiza fut proclamé président de la Confédération. Mais les divergences dans le camp des vainqueurs (entre unitaires et caudillos anti-rosistes) conduisirent la province de Buenos Aires à rejeter cette Constitution et à se séparer de la Confédération Argentine, qui établit dès lors sa capitale dans la ville de Paraná. En 1861, les armées de l'État de Buenos Aires mirent celles de la Confédération en déroute à la bataille de Pavón et lancèrent une campagne pour soumettre les provinces.
Après la fin de la Confédération argentine, Urquiza fut gouverneur de la province d'Entre Ríos, jusqu'à son assassinat en avril 1870.

## Famille et début en politique
Il naît le 18 octobre 1801 à Talar de Arroyo Largo dans la province d'Entre Ríos. Son père, Joseph Narciso de Urquiza y Álzaga, était un colon espagnol qui s'était marié avec María Cándida Ramón-García y Monzón, d'origine portugaise, hispanique et argentine.
Les deux parents se sont installés à Buenos Aires, dans l'actuelle province d'Entre Ríos, en se consacrant à l'activité rurale et au service public. Après la Révolution de Mai, en 1810, la famille émigre dans la partie orientale (Uruguay) pour rester fidèle à l'Espagne.
Ils sont revenus en 1812 et, cinq ans plus tard, Justo José a été envoyé au Colegio de San Carlos à Buenos Aires.
En 1819, Urquiza s’installa dans le village florissant d’Arroyo, et se consacre à des activités rurales et commerciales, pour lesquelles il a démontré une capacité énorme. Son frère aîné, Cipriano de Urquiza, a été secrétaire puis ministre du gouverneur, Francisco Ramírez, fondateur de l'éphémère République d'Entre Ríos (1820-1821).
En 1820, il a eu sa première fille extraconjugale;  plus tard, il engendre plusieurs enfants illégitimes. Une loi adoptée sous sa présidence légitimera plusieurs d'entre eux.
Dans les années 1820, fort de sa fortune, il s'intéresse à la politique à une période particulièrement mouvementée de l'histoire d'Entre Ríos. Comme beaucoup de jeunes, il adhère au mouvement fédéraliste de José Gervasio Artigas.
En 1826, il fut élu par les habitants de Concepción del Uruguay pour les représenter en tant que député au Congrès provincial. Il a dirigé l'opposition à la constitution argentine de 1826, qui a été rejetée par sa province.

## Carrière militaire

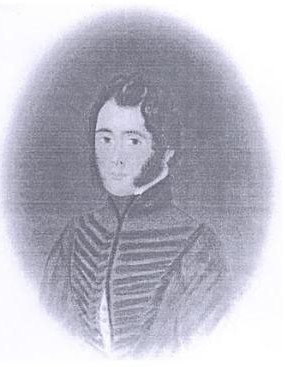
Portrait d'Urquiza, jeune.

À partir de 1828, Urquiza fut commandant militaire et civil de Concepción del Uruguay. Deux ans plus tard, il a soutenu l'invasion de son général unitaire Juan Lavalle dans sa province. Après l'échec de cette invasion, il en soutint une autre en 1831 qui, échoue également, le contraignant à se réfugier dans la province de Santa Fe, sous la protection du gouverneur Estanislao López.
L'année suivante, il accompagne le général Pascual Echagüe dans la campagne militaire qui le mènera au gouvernorat de Entre Ríos. Sous sa gouvernance, Entre Ríos connut une période de paix renforcée par l'influence pacificatrice du gouverneur de Buenos Aires, Juan Manuel de Rosas. À partir de 1835 , ce dernier a statué en tant que dictateur élu, la mise en place de la Confédération argentine.
Urquiza fut ensuite nommé commandant de toute la côte du fleuve Uruguay, avec le grade de colonel. Au cours de cette décennie, il est devenu l'un des propriétaires fonciers et des marchands les plus riches du pays et a développé un puissant réseau de mécénat économique, qui lui servira plus tard de soutien politique.
Si la Bande orientale s’était transformée entre-temps en République orientale de l’Uruguay, État indépendant, cette indépendance ne lui permettait pas d’isoler ses affaires complètement des conflits intérieurs de l’Argentine.
Le général Juan Antonio Lavalleja, héros des Trente-trois Orientaux, avait été supplanté par le général Fructuoso Rivera, qui avait accédé à la présidence en novembre 1830. Voyant le gouvernement miné par le dérèglement et la corruption, Lavalleja tenta de le renverser, mais ses quatre tentatives successives échouèrent totalement.
En 1835, le général Manuel Oribe, partisan de Lavalleja, mais qui s’était montré légaliste en faveur de Rivera, fut élu président. Oribe s’efforça d’exercer le pouvoir de manière ordonnée, mais se heurta aux groupes corrompus installés par les ministres de son prédécesseur. Face à la protection que Rivera continuait de leur donner, Oribe supprima la charge de commandant de campagne qui avait été attribuée à Rivera vers la fin de son mandat.
En juillet 1836, après qu’Oribe eut rétabli la fonction de commandant de campagne et  placé à ce poste son propre frère Ignacio Oribe, Rivera déclencha la révolution. Il réussit pendant un temps à dominer une partie du pays, mais fut battu le 19 septembre par Ignacio Oribe et Lavalleja lors de la bataille de Carpintería, et dut s’exiler au Brésil. C’est durant cette bataille que les insignes traditionnels ― blancs pour les partisans d’Oribe, et rouges (colorado) pour les gens de Rivera ― furent utilisés pour la première fois.
L’année suivante, Rivera revint, avec l’appui de caudillos du Rio Grande do Sul, et après avoir rallié plusieurs officiers argentins unitaires, exilés comme lui dans ce pays. Parmi eux figurait le général Lavalle, qui dirigea l’armée lors de la bataille décisive de Palmar, le 15 juin 1838.

## Opposition à Rosas

### L'alliance anti-rosiste dans le Littoral

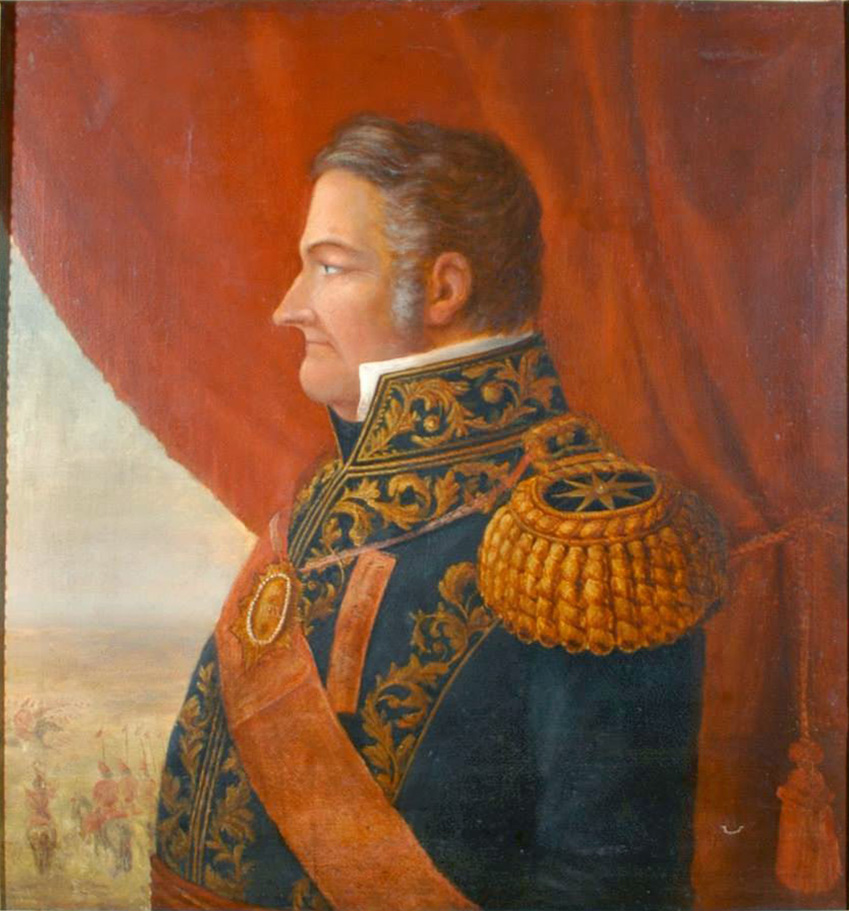
Juan Manuel de Rosas, dirigeant suprême de la Province de Buenos Aires.

Pedro Ferré avait mis sur pied une troisième armée correntine contre Rosas, et l’avait placée sous le commandement du général Paz. Après s’être débarrassé de Lavalle, en octobre 1841, Echagüe envahit Corrientes. Après quelques affrontements mineurs, le chef envahisseur se retira sur sa province, car Lavalle était sur le point d’occuper Santa Fe. Paz eut donc quelques mois supplémentaires pour réorganiser son armée. Il obtint que quelques officiers de carrière, venus de Montevideo, consentissent à s’enrôler. Ferré conclut avec Rivera un nouveau traité, le seul traité à avoir conduit celui-ci à envahir effectivement l’Argentine.
Rosas envoya à Oribe tous les hommes disponibles ; mais, avant même l’arrivée de cette aide attendue, Echagüe envahit Corrientes en septembre 1841. Paz se retira vers le río Corriente, laissant l’avant-garde aux mains du général Ángel Núñez et de Joaquín Madariaga. Peu après arrivèrent à Corrientes les survivants correntins des campagnes de Lavalle, porteurs de la nouvelle de la défaite définitive de Lavalle à Famaillá. Vers la même époque arriva également à Corrientes un émissaire de Juan Pablo López, gouverneur de Santa Fe, chargé d’entamer des pourparlers en vue d’une alliance de sa province avec Corrientes.
L’armée d’Echagüe comprenait 5000 vétérans, et plusieurs chefs fort capables tels que Servando Gómez et Juan Bautista Thorne, même si le plus compétent de ses généraux, Justo José de Urquiza, ne se trouvait pas alors parmi eux. Le 28 novembre, Echagüe attaqua de front la position défensive de Paz ; la retraite feinte de la cavalerie de celui-ci attira les cavaliers d’Entre Ríos dans un piège parfait, où ils furent totalement défaits, subissant 1356 pertes, morts et blessés, et laissant 800 prisonniers ; c’est de très peu qu’Echagüe lui-même eut la vie sauve.
Tandis que dans la province d’Entre Ríos le général Urquiza succédait à Echagüe en tant que gouverneur, le général Paz envahit ladite province début janvier 1842. Dans le même temps, Rivera de son côté envahissait également le territoire d’Entre Ríos au départ de l’Uruguay. Rivera était, nominalement, le commandant en chef de l’armée unie ; mais Paz, qui ne se fiait pas à lui, prit les devants et s’empara de la ville de Paraná le 4 février 1842. Urquiza se réfugia dans les îles du delta du Paraná, et gagna Buenos Aires pour une courte période.
Les envahisseurs élurent gouverneur Pedro Pablo Seguí, qui mit en place une législature qui lui fût dévouée. Peu après arriva également dans la ville de Paraná Pedro Ferré, désireux de toucher de fortes indemnisations aux dépens de la province vaincue. Paz cependant s’érigea en défenseur des droits des Entrerrianos, ce pourquoi la législature le désigna gouverneur.
En réaction, Ferré s’en retourna le 20 mars dans sa province, en ramenant avec lui toute son armée. Il ne restait plus à Paz, en fait de troupes, que les prisonniers entrerrianos de Caaguazú et les miliciens de Paraná. Rivera de son côté s’appliqua à faire main basse sur tout le bétail qu’il rencontrait sur son chemin de retour vers l’Uruguay.

### LaGrande Armée
Tous les gouvernements provinciaux promirent leur aide contre « l’unitaire sauvage et fou Urquiza », et nommèrent Rosas Chef suprême de la Nation. Cependant nul ne se mobilisa pour le défendre.
Avec les années, Rosas s’était mué en un bureaucrate, certes efficace, mais dont la capacité de réaction s’en était ressentie ― il se contenta d’attendre.
Fin mai fut signé un traité d’alliance entre Entre Ríos, Corrientes, le gouvernement de Montevideo et l’empire du Brésil, à l’effet d’expulser Oribe de l’Uruguay et de convoquer des élections libres partout dans ce pays. Si, comme on pouvait s’y attendre, Rosas déclarait la guerre à une des parties, ils s’uniraient pour l’attaquer. Comme première étape de son plan, Urquiza envahit l’Uruguay avec 6000 hommes de troupe. Le général Eugenio Garzón d’abord, puis les armées blancos orientales vinrent se joindre à lui. En même temps, des troupes brésiliennes entraient par le nord du pays. En réponse, Rosas déclara la guerre au Brésil.
Quasiment seul désormais, Oribe se vit obligé de conclure un pacte avec Urquiza le 8 octobre, par lequel le siège de Montevideo fut déclaré levé, et présenta sa démission. Le général Garzón fut nommé président, mais, décédant peu après, n’exerça pas la fonction. Juan Francisco Giró prit sa place.
L’empire du Brésil contraignit le nouveau gouvernement uruguayen à accepter d’autres traités, aux termes desquels l’Uruguay cédait une large frange de territoire dans le nord du pays. En outre, le droit fut accordé au Brésil d’intervenir dans les affaires intérieures de son voisin sans aucun contrôle externe.
Urquiza força les troupes de Rosas à s’incorporer dans ses propres troupes, sous le commandement d’officiers unitaires et depuis lors désigna son armée par Grande Armée (en esp. Ejército Grande).
Fin novembre 1851, le Brésil, l’Uruguay et les provinces d’Entre Ríos et de Corrientes déclarèrent la guerre à Rosas.

### Bataille de Caseros

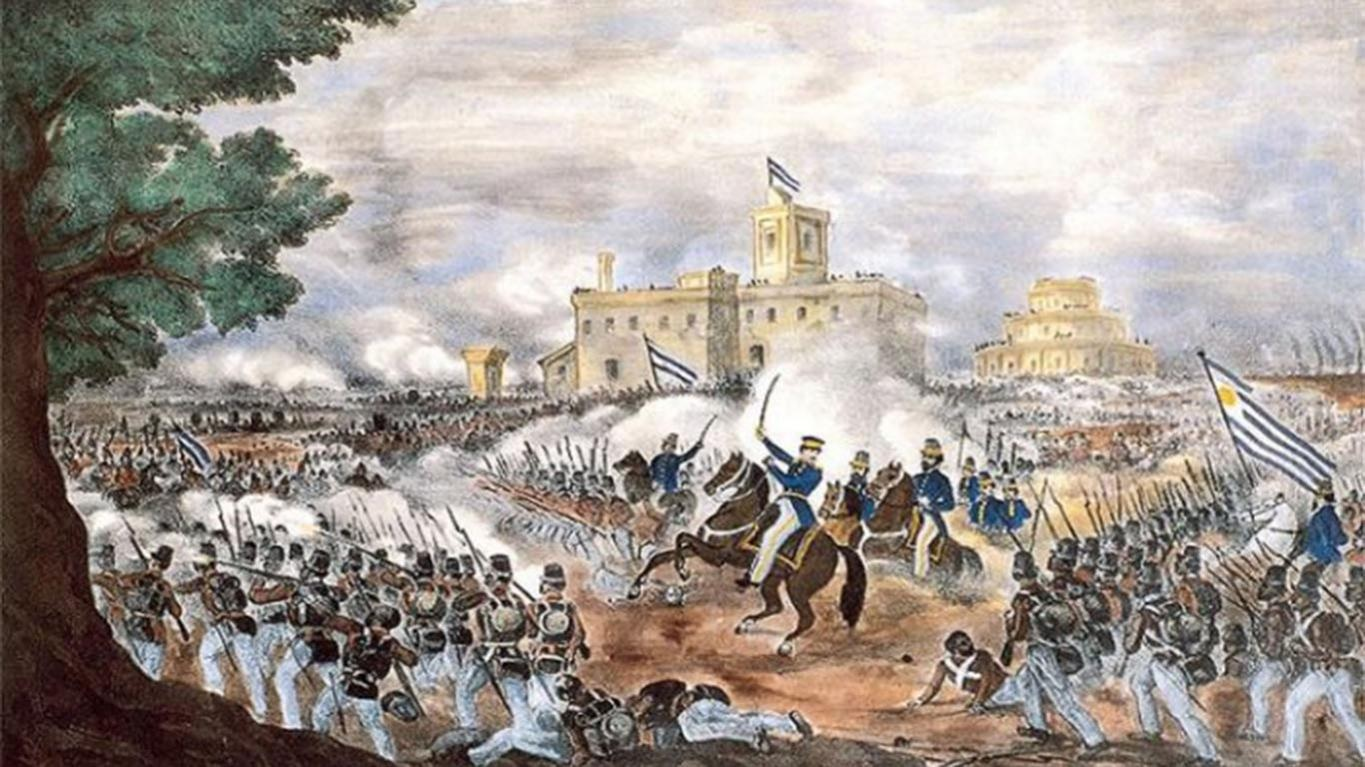
Bataille de Caseros, 3 février 1852.

La Grande Armée se concentra d’abord dans la ville de Diamante, en Entre Ríos, au départ de laquelle elle franchit ensuite le fleuve Paraná le jour de noël 1851. Les troupes d’infanterie et d’artillerie traversèrent le fleuve dans des embarcations militaires brésiliennes, tandis que la cavalerie le passa à la nage. Après qu’ils eurent mis pied à terre sur le territoire de Santa Fe, les forces de Rosario se joignirent aussi à eux ; le gouverneur Echagüe quitta la capitale, emmenant ses troupes, tandis que Domingo Crespo, arrivé avec les envahisseurs, se faisait élire gouverneur. Faute d’appui de la part de Pacheco, lequel se trouvait à San Nicolás, Echagüe poursuivit son chemin vers Buenos Aires. Pacheco, commandant en chef de l’armée de Buenos Aires, recula sans présenter bataille, gêné en outre par les mesures contradictoires de Rosas. Finalement, il se retira dans sa propriété sans en aviser le gouverneur. Rosas alors se chargea lui-même de diriger son armée. Ce fut là une décision des plus malheureuses : Rosas était un grand politique et organisateur, mais n’était aucunement un général capable. Il ne fit aucun déplacement de troupes pour choisir un champ de bataille, ni ne se retrancha dans la capitale pour affronter un siège ; il se borna à attendre dans sa demeure de Santos Lugares. Son unique avant-garde, sous les ordres de Lagos, fut battue à Campos de Álvarez le 29 janvier 1852.
Les deux armées disposaient de forces équivalentes, autour de 24 000 hommes chacune, sans grande disparité quant à l’armement. La grande différence se situait au niveau du commandement : Urquiza était le général le plus capable de son époque, alors que Rosas était un pur administrateur. D’autre part, les troupes de Buenos Aires étaient composées en leur grande majorité de très jeunes gens et de vieillards.
La bataille de Caseros eut lieu le 3 février 1852 et dura quatre heures. Ce fut, pour le nombre de combattants, la plus grande bataille de l’histoire de l’Amérique du Sud. Les témoignages la concernant divergent énormément en raison de l’étendue du front de combat, qui empêchait chaque témoin de savoir ce qui se passait en dehors de son propre champ visuel. Le gros de l’armée de Rosas abandonna le champ de bataille quasi sans combattre, et les différentes sources citent des chiffres de pertes très variables.
Lorsque tout était perdu, Rosas se retira et rédigea sa démission pendant qu’il se dirigeait vers la capitale. Il s’embarqua secrètement à destination de la Grande-Bretagne, d’où il ne revint plus jamais en Argentine.
À l’issue de la bataille, les colonels Chilavert et Santa Coloma furent passés par les armes, et dans les jours suivants, il y eut des exécutions massives de prisonniers. L’on note parmi ceux-ci les soldats d’un des régiments rosistes qui avaient été forcés à se joindre à Urquiza et étaient repassés dans les lignes de Rosas en tuant leurs officiers.

## Président de la Confédération

### Adoption de la Constitution de 1853

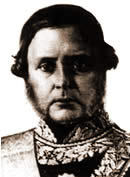
Urquiza, président de la Confédération.

Urquiza organisa le Congrès constituant de Santa Fe (1853), qui approuva une Constitution de caractère républicain, représentatif et fédéral atténué, élaboré selon le texte “Bases y puntos de partida para la organización política de la República Argentina” de Juan Bautista Alberdi. Urquiza fut proclamé président de la Confédération. Mais les divergences dans le camp des vainqueurs (entre unitaires et caudillos anti-rosistes) conduisirent la province de Buenos Aires à rejeter cette Constitution et à se séparer de la Confédération Argentine, qui établit dès lors sa capitale dans la ville de Paraná.

### Politique interne
Une première tentative a été faite pour créer un chemin de fer reliant Rosario - la ville à la croissance la plus rapide de cette période, qui serait bientôt la plus peuplée de l'intérieur des terres - au Chili, favorisant ainsi les zones désertiques le long de son chemin. Les premières études dans ce sens ont donné des résultats décourageants. Le gouvernement a donc envisagé de combiner ce plan avec un chemin de fer vers Cordoue, qui a lui-même financé la construction du premier tronçon du chemin de fer menant au Chili. Le plan élaboré par l'ingénieur William Wheelwright n'a pas pu être exécuté par le gouvernement de la Confédération en raison du manque de ressources financières.
Pour remplacer le chemin de fer inexistant, les communications ont été modernisées en établissant des "messageries" , des entreprises privées qui transportaient des passagers, de la correspondance et des marchandises de grande valeur dans des cuisines, reliant la plupart des villes du pays, et qui ont également visité l'intérieur de la province de Buenos Aires.
Dans les provinces de la Confédération, les propriétaires fonciers n’avaient pas accès au crédit car ils n'avaient pas de ressources économiques ou financières pour se développer. Par conséquent, la croissance de la production agricole dans les provinces côtières a été entraînée par la création de colonies agricoles sur leur territoire, attirant les immigrants européens vers eux. La première colonie agricole prospère fut celle d' Esperanza (Santa Fe), fondée par Aaron Castellanos en 1855 avec des immigrants suisses. Beaucoup d'autres colonies ont été fondées à Santa Fe et Entre Ríos au cours de ces années. Un cas bien connu est celui de Colonia San José, fondé par Urquiza en 1857. Cependant, pour que le système soit généralisé, une assistance ferroviaire serait nécessaire, ce qui ne serait prolongé que dans les années à venir.

### Relations avec l'étranger

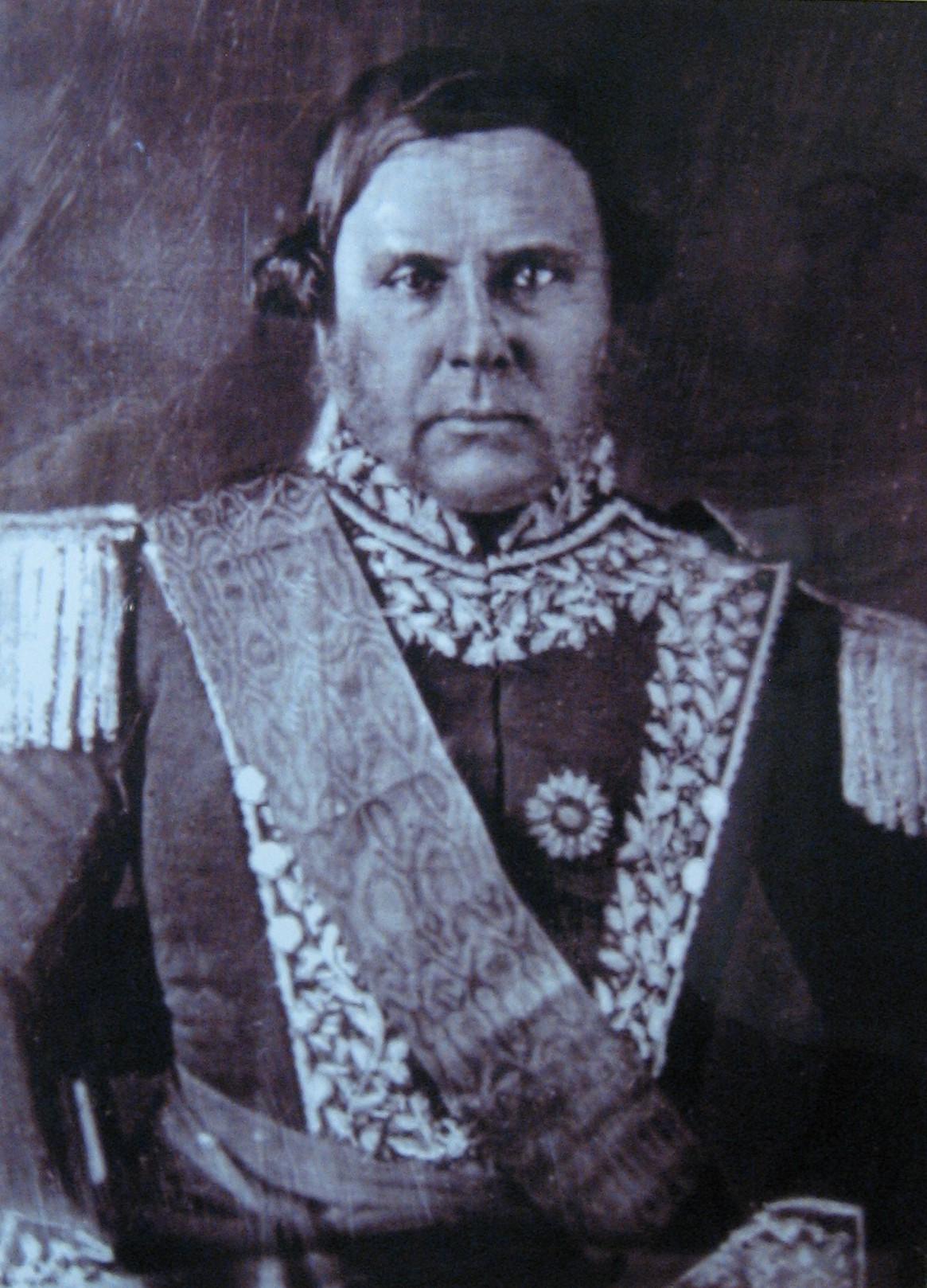
Photographie du président Urquiza.

La division entre la Confédération et l'État de Buenos Aires posait un problème aux représentants diplomatiques accrédités en Argentine. Bien qu'ils reconnaissent l'autorité d'Urquiza sur l'ensemble du pays, la grande majorité de leurs intérêts commerciaux et de leurs résidents résidaient à Buenos Aires. Ils ont donc tenu des ministres plénipotentiaires à Paraná et des consuls à Buenos Aires, essayant de faire office de médiateur en faveur de l'union nationale.
Malgré l'importance que le gouvernement national accordait aux relations avec les principales puissances étrangères, sa première priorité était de faire reconnaître l'indépendance de l'Argentine par l'Espagne. Juan Bautista Alberdi fut nommé pour représentait la Confédération devant la couronne espagnole et signa le 9 juillet 1859 la signature d'un traité avec l'Espagne, aux termes duquel l'ancienne métropole reconnaissait l'indépendance de l'Argentine. Cette reconnaissance a cependant été rejetée par l'État sécessionniste de Buenos Aires.
Le Royaume-Uni a obtenu l'annulation du traité de reconnaissance signé en 1849, en vertu duquel Rosas avait obligé ce pays à reconnaître la souveraineté de l'Argentine sur ses rivières intérieures.
Les relations avec l'Empire du Brésil étaient principalement axées sur la question de la navigation fluviale et des relations des deux pays avec le Paraguay. Les relations avec ce dernier pays - un brillant défenseur de tous les attributs de sa souveraineté - étaient entachées par la ferme attitude du gouvernement paraguayen à l'égard des puissances étrangères, notamment des États-Unis, qui s'apprêtaient à attaquer ce pays. La résolution favorable de ce problème a facilité la médiation paraguayen pour résoudre les conflits entre Buenos Aires et la Confédération en 1859.

### Situation financière
La Confédération a entamé sa phase constitutionnelle avec de graves problèmes économiques et financiers : manque de ressources, dépendance du port de Buenos Aires pour le commerce extérieur, obstacles internes liés aux droits de douane et de transit provinciaux, difficultés de communication et de transit des marchandises, faible développement de l'agriculture et stagnation de l'artisanat. L'organisation du trésor national présentait des difficultés en raison de la faible collecte des coutumes extérieures de la Confédération et de l'absence d'un système fiscal efficace; d'où les difficultés économiques de l'administration confédérale. La création d’un système bancaire fiable n’a pas non plus été couronnée de succès. Le crédit coûtait donc très cher et les tentatives successives d’émission de billets de banque en papier se sont soldées par de nombreux échecs.
Un projet du ministre des Finances, Mariano Fragueiro, a conduit à la création de la Banque nationale de la Confédération, ouverte en 1854, qui émettait de la monnaie-papier. Mais cela manquait de soutien, il fallait donc le déclarer forcé; les provinces l'ont rejeté et les marchands ont refusé de l'accepter. La banque a dû fermer et le papier-monnaie a été retiré de la circulation.
Ensuite, il a été décidé de s'attaquer à la structure économique du pays divisé, ce qui a profité à Buenos Aires : la loi sur les droits différenciés, promulguée en 1856, visait à accroître les échanges de la Confédération avec les puissances étrangères et à nuire aux intérêts de Buenos Aires. La loi a établi que les marchandises étrangères venant de l'intérieur - introduites auparavant dans un autre port du Río de la Plata — introduites dans la Confédération paieraient le double des droits ordinaires imposés à ceux qui entraient directement dans les ports de la confédération ; une loi ultérieure a établi des droits d'exportation différentiels.
Toutefois, les mesures n’ont pas donné les résultats escomptés: malgré l’augmentation du volume commercial dans le port de Rosario et même un financier brésilien - le baron de Mauá - a fondé une banque dans cette ville, Buenos Aires est demeuré le centre financier du pays. Le besoin urgent d'argent a été résolu avec de nouveaux emprunts, tels que ceux contractés avec Mauá, mais les intérêts auxquels cet argent pouvait être obtenu étaient exceptionnellement élevés, atteignant 24 %. Urquiza conclurait que le seul moyen de mettre fin aux problèmes économiques de la Confédération était la réintégration à tout prix de la province dissidente.

## Fin de mandat et chute de la Confédération

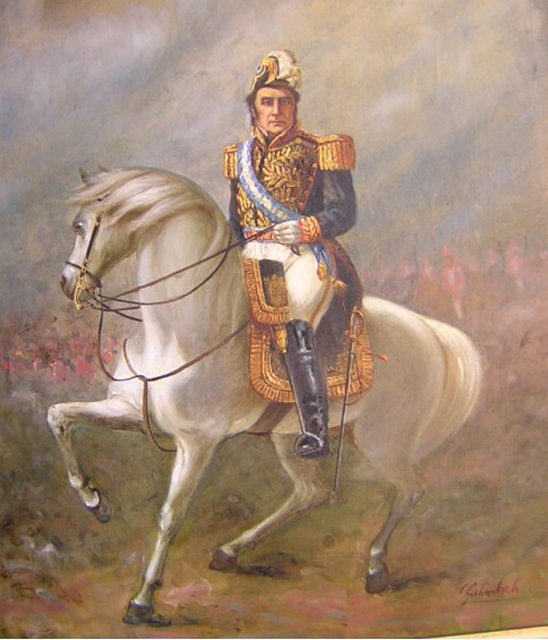
Portrait équestre d'Urquiza.

La bataille de Cepeda de 1859, remportée par la Confédération, et le pacte de San José de Flores qui s’ensuivit en 1860, avaient réuni la province de Buenos Aires au reste du pays, du moins de façon nominale. Ce pacte cependant, pour avantageux qu’en fussent les termes pour Buenos Aires, n’avait pas pour autant permis de stabiliser la situation institutionnelle, Buenos Aires rechignant en effet toujours à rejoindre la Confédération.
Au terme de son mandat présidentiel, en 1860, le capitaine-général Justo José de Urquiza transféra, devant le congrès de la Nation argentine réuni à Paraná, pour lors capitale de la Confédération, la direction politique à Santiago Derqui, avocat originaire de Córdoba.
Cette même année, la législature de la province de Buenos Aires élut pour son gouverneur le brigadier Bartolomé Mitre, commandant en chef de l’armée de l’État de Buenos Aires, qu’Urquiza avait vaincu l’année précédente dans le marais de Cepeda.
Pour rendre effective l’union de la province rebelle avec l’État argentin se tint à Buenos Aires l’élection de députés provinciaux appelés à siéger au Congrès national. Cependant, peut-être en guise de provocation, ou en signe de mépris envers les lois nationales, ces élections furent organisées conformément à la loi électorale de Buenos Aires, et non selon la législation nationale. Les députés ainsi élus furent refoulés du Congrès, et les sénateurs portègnes, par solidarité avec ceux-ci, se retirèrent également.
Pour cette raison, et pour d’autres motifs encore, le président Santiago Derqui rendit un décret par lequel de nouvelles élections devaient être convoquées dans la province de Buenos Aires. Toutefois, les autorités de la province refusèrent de donner suite à cette disposition, et déclarèrent caduc le pacte de San José de Flores.

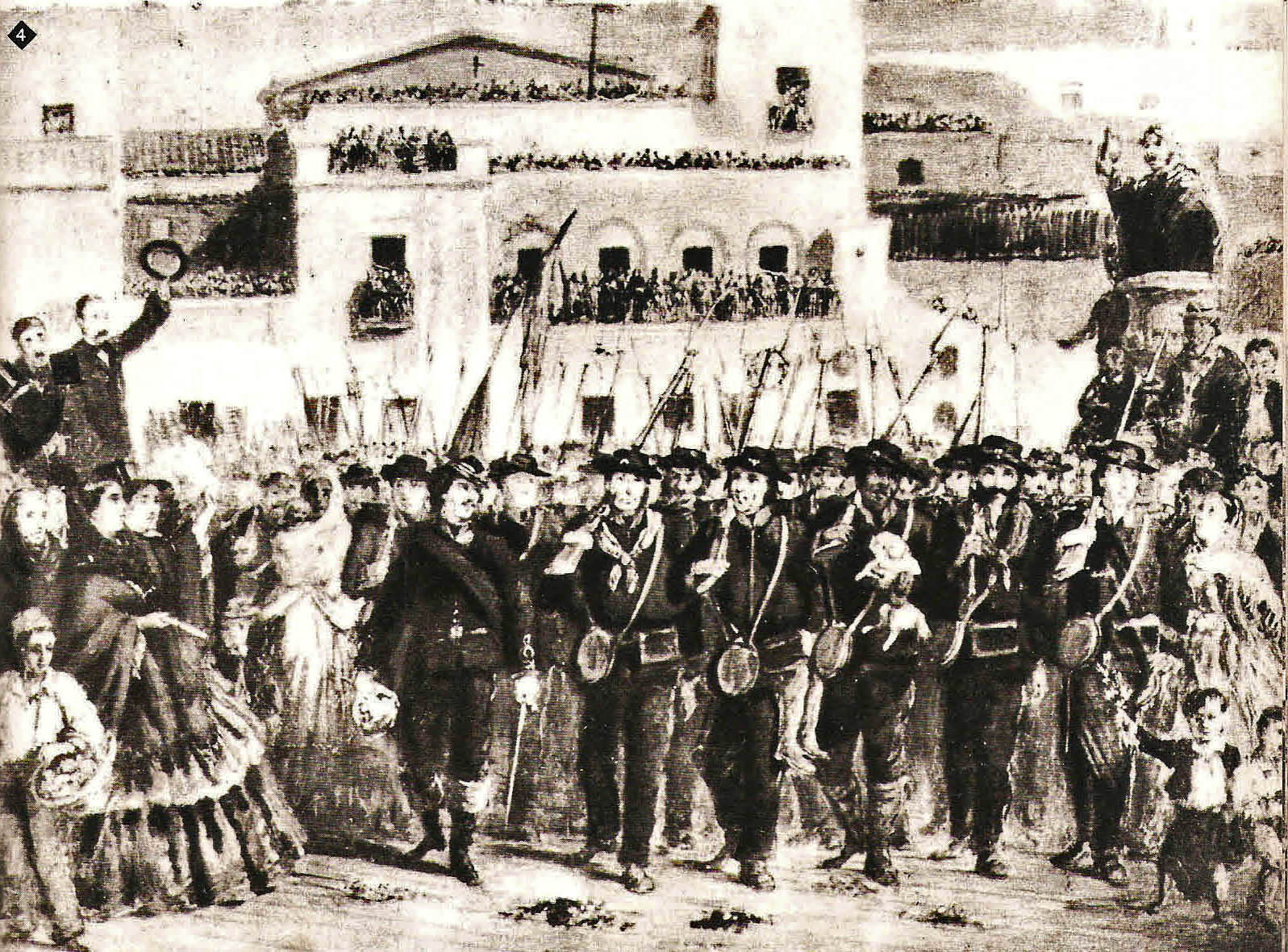
Départ de Buenos Aires de la Garde nationale en novembre 1861. Peinture à l’huile de Jean Pierre Léon Pallière.

Au total, l’armée confédérale comptait 17 000 hommes, dont 8 000 étaient apportés par les provinces du centre et 9 000 par Entre Ríos, Corrientes et Santa Fe,.
L’armée mitriste, composée de 22 000 hommes et de 35 pièces d’artillerie, présentait une importante supériorité numérique, d’armement et d'équipement en infanterie et artillerie.
Derqui avança jusqu’à Rosario, où il céda le commandement à Urquiza. Mitre, pour sa part, fit presque directement mouvement vers le nord de sa province et envahit Santa Fe.
Ayant constaté l’inaction d’Urquiza, Mitre opéra un regroupement de ses troupes. Entre-temps, une partie de la cavalerie confédérale s’était avancée sur Pergamino, dans le nord de la province de Buenos Aires, et s’était emparée du village. Ce n’est qu’après qu’une réaction de la cavalerie portègne eut refoulé les cavaliers confédéraux vers la province de Santa Fe que Mitre donna le départ à son armée en direction de cette province, alors que plusieurs semaines déjà s’étaient écoulées depuis la bataille.
Dans les mois suivants, l’avancée des Portègnes et de leurs alliés fut imparable ; la seule armée confédérale capable de leur opposer résistance, à savoir celle d’Urquiza, fut pratiquement démantelée sur ordre de celui-ci.
Après avoir en vain essayé de résister à Rosario, mais s’avisant bientôt que le pays tout entier était envahi, Derqui démissionna et chercha refuge à Montevideo ; quelques semaines plus tard, le vice-président Juan Esteban Pedernera déclara caduc le gouvernement national.

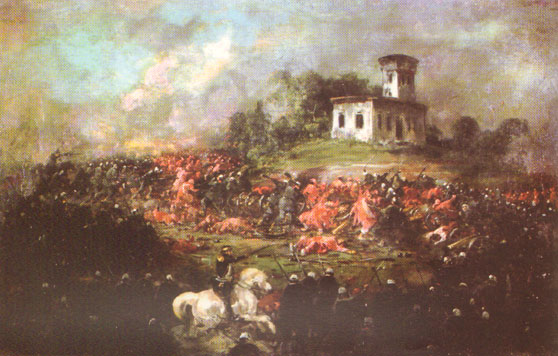
Bataille de Pavón.

À partir de cet instant, Mitre projeta son influence sur le pays tout entier : tous les gouverneurs fédéralistes ― à la notable exception d’Urquiza― furent renversés dans les dernières semaines de cette même année et dans les premières de 1862. Certains le furent par les soins d'unitaires locaux, mettant à profit la proximité des forces portègnes, d’autres le furent directement par l’armée portègne après invasion de la province concernée. Ceux qui avaient échappé à tel sort se joignirent aux autres pour admettre que le pouvoir national était tombé et pour confier son refaçonnement au gouverneur de Buenos Aires, Bartolomé Mitre.
Quelques mois plus tard, Mitre fut élu président de la Nation par la voie d’élections organisées par les nouveaux gouvernements provinciaux ; les candidats fédéralistes avaient été écartés des élections, tant pour les gouvernorats de province que pour la présidence nationale. Autour de Mitre se fit alors valoir le fort noyau porteñista qui constituait sa base politique, accaparant les ministères et bon nombre des sièges du Congrès.
La capitale du pays, qui avait été établie à Paraná, fut transférée à Buenos Aires. Mais le gouvernement national dut accepter de figurer dorénavant comme l’hôte du gouvernement de Buenos Aires. Cette relocalisation de la capitale permit aux Portègnes de défendre plus efficacement leurs intérêts.
Dans les années qui suivirent, l’Argentine s’attacha à conserver una organisation politique nominalement fédérale, mais la préponderance de fait de Buenos Aires se maintint inébranlable, et ce jusqu’à ce que les élites de Buenos Aires fussent parvenus à configurer le pays à leur image et en adéquation avec leurs propres intérêts. Lentement, le pays viendrait ensuite à se réorganiser en un État plus ou moins fédéral, mais d’idéologie libérale et avec une économie axée sur le libre-échange.

## Retour en politique et assassinat

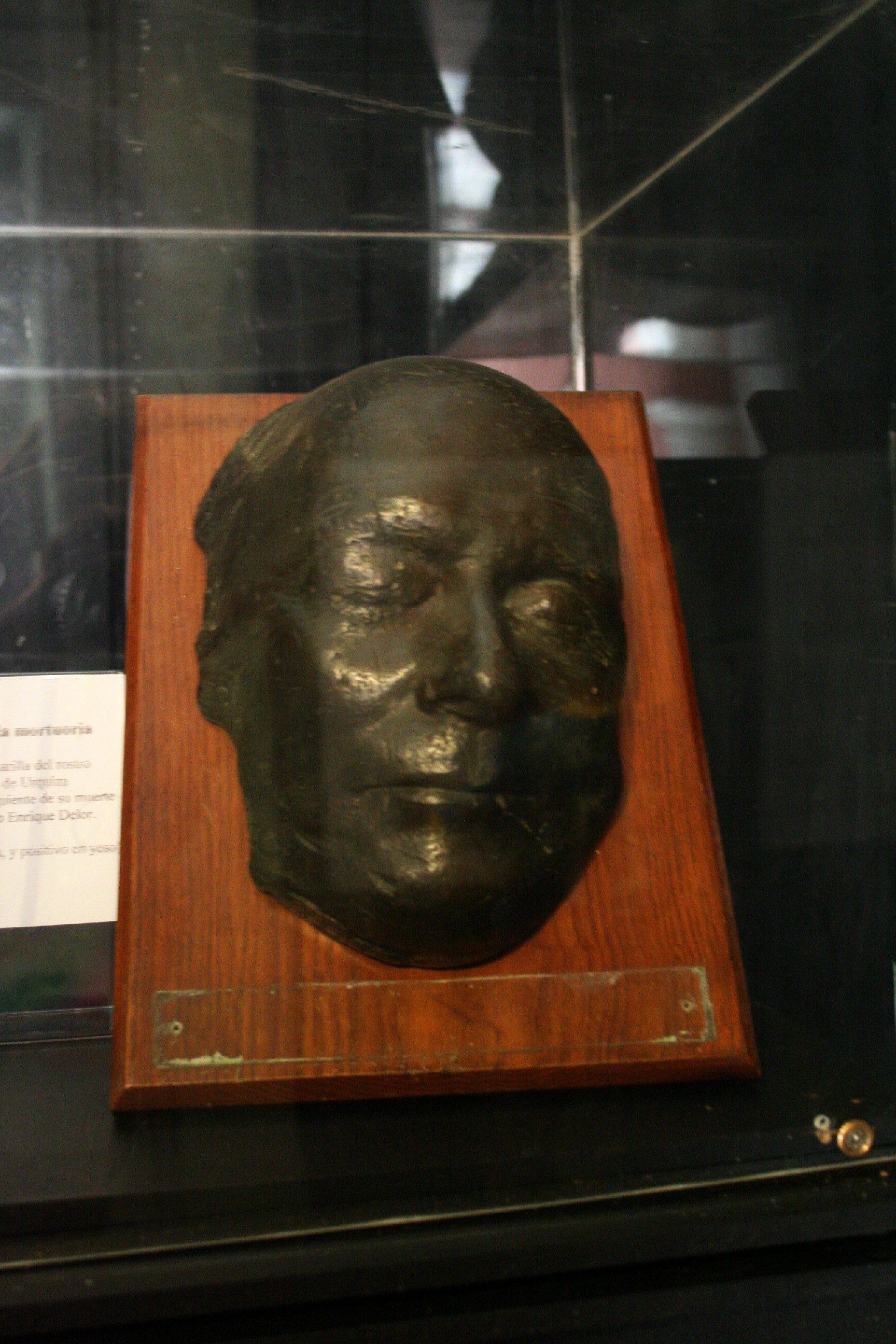
Masque mortuaire de Justo José de Urquiza.

En mai 1868, Urquiza, après une absence de plusieurs années, est élu gouverneur d'Entre Ríos, sous l'égide de la nouvelle République argentine.
Le fédéralisme ayant pris fin avec la chute de la Confédération, l'autonomie des provinces est réduite en faveur du pouvoir central. Considéré comme un opposant au nouveau régime par les unitaires, et comme un traitre par certains fédéralistes, Urquiza est dans une situation fragile.
L'opposition a décidé de ne pas attendre d'Urquiza une déclaration de leur part et a décidé de la lancer pour la renverser.
Le général Ricardo López Jordán, nouveau chef du Parti fédéraliste réorganisé, organisa rapidement une révolution. Le premier objectif était de s'emparer de la personne du gouverneur, de le forcer à démissionner ou de l'expulser du pays. Il a envoyé à la recherche du colonel Simón Luengo, un officier de Cordoue qui s'était battu contre l'ancien État de Buenos Aires à l'intérieur du pays.
Une version d'un roman raconte: le soir du 11 avril 1870 un jeu de 50 hommes armés, placé sous le commandement du colonel Robustiano Vera, provoqua une forte éruption à San José. Ils sont venus arrêter le gouverneur et le chef en criant: "A bas le tyran Urquiza! Vive le général López Jordán!" Un groupe de cinq personnes placé sous le commandement du colonel Simón Luengo, à Cordoue et protégé du général, se rend dans les unités privées du propriétaire.
Le 11 avril 1870, peu après la fin de la guerre de la Triple Alliance, López Jordán déclencha una révolution contre Urquiza, dont la première étape consista en une attaque contre la résidence de celui-ci, attaque dans laquelle l’ancien président trouva la mort.
Trois jours après, la Législature élut López Jordán gouverneur, pour qu’il achevât le mandat d’Urquiza.
Le même jour, les fils d'Urquiza, Justo Carmelo et Waldino ont également été tués à Concordia; tous deux étaient des amis proches de López Jordán, ce qui semble prouver que les meurtriers n'ont pas agi sur l'ordre de López Jordán.